# Forchheimski mir
Forchheimski mir je bil mirovni sporazum, sklenjen med Vzhodnofrankovskim cesarstvom in Velikomoravsko, ki sta ga po medsebojnih vojnah v letih 871-873 leta 874 v Forchheimu sklenila Svetopolk I. Moravski, ki ga je zastopal Janez Beneški, in Ludvik II. Nemški.

## Primarni viri
Najstarejši vir, ki govori o Forchheimskem miru, so Fuldski letopisi, natančneje zapis za leto 874: 
"...Kralj Ludvik je šel nato v velikonočnem tednu molit v samostan Fulda in ko se je od tam vrnil, je imel zbor v naselju Tribure. Od tam je šel skozi Noriške Alpe v Italijo blizu Verone, imel v naselju Forchheim sestanke s svojim nečakom Ludvikom in tu sprejel Svetopolkove glasnike, ki so prosili za mir in obljubljali zvestobo. In glava te delegacije je bil duhovnik Janez iz Benetk, ki je, kar je izjavil tudi z besedami in potrdil tudi s prisego, da bi mu kralj brez dvoma verjel, namreč da bo Svetopolk ostal kralju zvest vse dni svojega življenja in plačal pristojbino, ki jo bo vsako leto določil kralj, da bi le  živel, delal mirno in živel v miru."
– Fuldski letopisi
Drugi vir je Chronicon de sex aetatibus mundi (Kronika šestih obdobij sveta) Herimana Augiensisa iz 11. stoletja. Zapis za leto 874 omenja: 
"Ta [Ludvik Nemški] se je pogajal za mir s Svetopolkom, moravskim knezom, ko mu je ta prek veleposlanikov ponudil, da se mu podredi, in obljubil zvestobo ter letno pristojbino ..."
–  Chronicon de sex aetatibus mundi
Znatno kasnejše je poročilo Johannesa Aventina v njegovem delu Annales ducum Boiariae iz leta (1517).

## Pomen
Mirovni sporazum je pomenil popolno neodvisnost Velikomoravske, omenjena pristojbina je bila verjetno "enkratna kupnina za miroljubno sožitje". Mir za nobeno stran ni bil kdove kako zavezujoč, saj je šlo le za dogovor, "...da bi lahko oba [Svetopolk I. in Ludvik II.] nemoteno vladala v svojih domenah".  Svetopolk je s sporazumom dobil proste roke za utrditvi lastne oblasti in verjetno tudi za izboljšanje organizacije in opreme vojakov. Podal se je v diplomatsko ofenzivo proti Frankom in začel izvajati lastne osvajalske pohode. O močnem položaju Svetopolka govori tudi dejstvo, da se je pogajal prek veleposlanika. Prisega zvestobe je bila le obljuba prenehanja sovražnosti, plačilo kupnine pa nadomestilo za ohranitev miru z nasprotne strani, kar je bil neposreden pogoj. Omenjeno pristojbino imajo nekateri zgodovinarji za enkratno, drugi pa za letno.  Podobna plačila so se dogajala tako v  zgodnjesrednjeveški Evropi kot drugod, na primer v Bizantinskem cesarstvu. Mir je veljal do leta 882.